# Rádio Litera
Rádio Litera (Slovenský rozhlas 8) - ósma rozgłośnia radiowa Slovenskégo rozhlasu. Jest ona dostępna przez satelitę oraz przez internet. Radio oferuje  audycje poświęcone poezji, prozie, opowiadaniom, oraz innym dziedzinom twórczości literackiej.